# 中島陽一郎
中島 陽一郎（なかじま よういちろう、1920年 - 2000年8月）は、日本の歴史家、官僚。

## 経歴
東京都生まれ。1943年慶應義塾大学法学部政治学科卒業。東亜研究所調査員・衆議院参事。国立国会図書館主査。

## 著書
- 『新憲法縦横』雄山閣 1948
- 『日露海戦物語』雄山閣出版 物語歴史文庫 1971
- 『関東大震災』雄山閣歴史選書 1973
- 『デマ戦争 流言飛語の恐るべき正体』野田経済社 1974
- 『飢饉日本史』雄山閣歴史選書 1976
- 『病気日本史』雄山閣出版 1982